# Pyrois (bướm đêm)
Pyrois là một chi bướm đêm thuộc họ Noctuidae.

## Loài
- Pyrois albicilia (Hampson, 1894)
- Pyrois cinnamomea (Goeze, 1781)
- Pyrois effusa (Boisduval, 1829)